# Antazolin
Az antazolin szagtalan, keserű ízű fehér kristályos por. Vízben, éterben, benzolban oldhatatlan, alkoholban rosszul oldódik.
Pollen vagy állati szőr okozta allergia tüneteinek helyi enyhítésére szolgáló antihisztamin. Szelektív, első generációs H1-receptor gátló. Szemcseppként szemviszketés ellen, kenőcsként bőrviszketés és rovarcsípés ellen adják, rendszerint más szerekkel kombinálva.
Percekent belül hatni kezd, és a hatása kb. 6 órán keresztül fennmarad. Ennek megfelelően – készítménytől függően – 3–6-óránként kell alkalmazni.
Egyes tanulmányok szerint az antazolinnak idegrendszert védő és inzulin-kiválasztást serkentő hatása is van.

## Ellenjavallatok, mellékhatások
Sok antazolin-tartalmú szer kapható recept nélkül, azonban kontaktlencse viselésekor, zöld hályog (glaukóma) és magas vérnyomás ill. angina esetén célszerű kikérni az orvos tanácsát.
5-éves kor alatt, továbbá ekcémás vagy sérült bőrre a szer ellenjavallt. Ugyancsak ellenjavallt nagy bőrfelületen alkalmazni. Állatkísérletekben a magzatra károsnak bizonyult, de emberre vonatkozó adat nincs.
A szernek nagyon kevés a mellékhatása, még túladagolás esetén is, fontos azonban megjegyezni, hogy
- az antazolint gyakran más szerekkel kombinációban alkalmazzák,[4] és az előbbiek csak az antazolinra vonatkoznak.
- a fenn leírtak csak helyi alkalmazás esetén érvényesek. Szisztémás alkalmazáskor[5] az antazolinnak – a többi első generációs H1-antagonistához hasonlóan – vannak mellékhatásai. A szervezetben H1-receptorok ui. nemcsak a szem és az orr nyálkahártyáiban találhatók, hanem pl. az agyban is, az antazolin pedig átjut a vér-agy gáton. Az agyi H1-receptorok gátlása kábultságot és más központi idegrendszeri mellékhatásokat okoz.